# سید فاضل کاشانی
سید فاضل احمدی کاشانی (۱۲۶۹ - ۱۳۴۱) نماینده شاهرود در دوره‌های سوم و چهارم مجلس شورای ملی بود.
پدرش سید صدرالدین و جدش آقا سید احمد از فقیهان نامدار کاشان بودند. تحصیلات خود را در کاشان آغاز کرد و نزد حاج میرزا محمد ابوتراب چشمه‌ای، هیئت و ریاضیات فراگرفت. در بیست سالگی برای ادامه تحصیل به اصفهان رفت و سه سال بعد رهسپار نجف شد. در حوزه‌های درس آخوند خراسانی، سید محمدکاظم طباطبائی یزدی، حاج میرزا حسین خلیل تهرانی، شیخ عبدالله مازندرانی و شیخ‌الشریعه اصفهانی شرکت جست. آخوند خراسانی، شیخ عبدالله مازندرانی و شیخ‌الشریعه اصفهانی به او اجازه اجتهاد دادند. سال‌های پایانی تحصیل او در نجف همزمان با جنبش مشروطه‌خواهی در ایران بود که بر حوزه علمیه نجف نیز به‌شدت اثر گذاشت و برخی از مراجع و مدرسان نجف به جرگه مشروطه‌خواهان و جمعی به دشمنان آنان پیوستند. فاضل هواخواه مشروطه‌خواهان شد و به صلاحدید آخوند خراسانی (مرجع مشروطه‌خواه) به مسافرت چندساله هندوستان و مصر و عثمانی رفت و با مشروطه‌خواهان ایران در آن کشورها به همکاری پرداخت. با فتح تهران به دست مشروطه خواهان و خلع محمدشاه در سال ۱۲۸۸ خورشیدی به ایران بازگشت و در تهران ساکن شد و حوزه درس تشکیل داد.
سید فاضل در سال ۱۲۹۳ خورشیدی سومین دوره مجلس شورای ملی به نمایندگی شاهرود و بسطام انتخاب شد اما شکایاتی به مجلس رسید که او را فاقد شرط معروفیت و شناخته شدگی در محل برای نمایندگی عنوان می‌کرد. این شکایات در روزنامه نوبهار هم بازتاب یافت که مدعی شد در انتخابات شاهرود تقلب شده‌است. سردار سعید و ناصرالاسلام در مجلس به دفاع از سید فاضل برخاستند و گفتند که قانون برای معروفیت حدی معین نکرده‌است و سید فاضل در سال‌های پیش در سفر به خراسان با اغلب طبقات علماء و تجار و اعیان منطقه دیدار کرده و به سبب معروفیتی که یافته انتخاب شده‌است. اکثریت نمایندگان نیز به تصویب اعتبارنامه او رأی دادند. سید فاضل در مجلس سوم از اعضای گروه چهارده نفره موسوم به هیئت علمیه بود که در کنار نمایندگان حزبهای دموکرات و اعتدالی و بی‌طرفان فعالیت می‌کرد. در آبان ۱۲۹۴ به دنبال پیشروی ارتش روسیه بسوی تهران در جریان جنگ جهانی اول و تعطیلی مجلس، سید فاضل نیز از جمله نمایندگانی بود که ابتدا به قم و سپس کرمانشاه مهاجرت کردند و در آنجا دولتی به ریاست نظام السلطنه مافی تشکیل دادند. با شکست این دولت به موصل و سپس استانبول رفت و با پایان جنگ جهانی اول به ایران بازگشت و به کار تدریس و فعالیتهای مذهبی‌اش بازگشت.
در دوره چهارم مجلس شورای ملی بار دیگر به نمایندگی از شاهرود وارد مجلس شد. در همین مجلس بود که سلیمان میرزا در نطقی در مجلس، آزادی مذاهب را مجاز دانست و سید فاضل با او مخالفت کرده بود. در اختلاف شدیدی که میان این دو بروز کرد، نمایندگان اعتدالی و دموکرات هر کدام به طرفداری از یکی به منازعه پرداختند که باعث شد مجلس یک هفته تعطیل شود و در نهایت، سلیمان میرزا حرف خود را پس بگیرد. سید فاضل در مجلس از دوستان و هواداران سید حسن مدرس بود. با میرزاده عشقی شاعر انقلابی و مدیر روزنامه قرن بیستم نیز رابطه دوستانه نزدیکی داشت و در مجلس ختم او خطابه تندی علیه دولت سردار سپه و نظمیه کرد که باعث شد تحت تعقیب قرار گیرد و چندی در منزل دوستان مخفی شود تا سرانجام به صلاحدید مدرس به حضرت عبدالعظیم رفت و متحصن شد. پس از چندی به تهران رفت و در کنار مدرس در مخالفت با جمهوریت و سپس، تغییر سلطنت تلاش کرد. در پی به پادشاهی رسیدن رضاشاه بشدت زیر نظر قرار گرفت و مدتی درس خود را تعطیل کرد. در تمام دوران سلطنت رضاشاه مغضوب بود. پش از کناره‌گیری رضاشاه چند بار او را نامزد نمایندگی مجلس کردند اما نپذیرفت.
سید فاضل احمدی کاشانی در ۲۷ آبان ۱۳۴۱ در تهران درگذشت. سید منیرالدین احمدی کاشانی، مدیر کل وزارت دارایی و معاون وزارت گمرکات وقت و حمید احمدی، پزشک و روزنامه‌نگار فرزندان وی بودند.